# Giro del Lussemburgo 1986
Il Giro del Lussemburgo 1986, cinquantesima edizione della corsa, si svolse dal 4 all'8 giugno su un percorso di 630 km ripartiti in 4 tappe (la terza suddivisa in due semitappe) più un cronoprologo, con partenza a Lussemburgo e arrivo a Diekirch. Fu vinto dall'olandese Steven Rooks della PDM-Ultima-Concorde davanti al danese Søren Lilholt e all'austriaco Harald Maier.

## Tappe
| Tappa  | Data     | Percorso                                      | km  | Vincitore di tappa | Leader cl. generale |
| ------ | -------- | --------------------------------------------- | --- | ------------------ | ------------------- |
| Prol.  | 4 giugno | Lussemburgo > Lussemburgo (cron. individuale) | 3,4 | Dante Rezze        | Dante Rezze         |
| 1ª     | 5 giugno | Lussemburgo > Dippach                         | 155 | Rudy Dhaenens      | Steven Rooks        |
| 2ª     | 6 giugno | Schouweiler > Esch-sur-Alzette                | 162 | Jef Lieckens       | Steven Rooks        |
| 3ª-1ª  | 7 giugno | Esch-sur-Alzette > Rosport                    | 132 | Michel Vermote     | Steven Rooks        |
| 3ª-2ª  | 7 giugno | Echternach > Echternach (cron. individuale)   | 6,6 | Jelle Nijdam       | Steven Rooks        |
| 4ª     | 8 giugno | Vianden > Diekirch                            | 171 | Luigi Furlan       | Steven Rooks        |
| Totale | Totale   | Totale                                        | 630 |                    |                     |

## Dettagli delle tappe

### Prologo
- 4 giugno: Lussemburgo > Lussemburgo (cron. individuale) – 3,4 km

| Pos. | Corridore      | Squadra        | Tempo |
| ---- | -------------- | -------------- | ----- |
| 1    | Dante Rezze    | R.M.O.         | 4'52" |
| 2    | Willem Wijnant | TeVe Blad      | a 1"  |
| 3    | Jelle Nijdam   | Kwantum Hallen | a 2"  |

| Pos. | Corridore   | Squadra | Tempo |
| ---- | ----------- | ------- | ----- |
| 1    | Dante Rezze | R.M.O.  | 4'52" |

### 1ª tappa
- 5 giugno: Lussemburgo > Dippach – 155 km

| Pos. | Corridore     | Squadra                | Tempo    |
| ---- | ------------- | ---------------------- | -------- |
| 1    | Rudy Dhaenens | Hitachi                | 3h59'34" |
| 2    | Steven Rooks  | PDM                    | s.t.     |
| 3    | Harald Maier  | Supermercati Brianzoli | s.t.     |

| Pos. | Corridore    | Squadra | Tempo    |
| ---- | ------------ | ------- | -------- |
| 1    | Steven Rooks | PDM     | 4h04'30" |

### 2ª tappa
- 6 giugno: Schouweiler > Esch-sur-Alzette – 162 km

| Pos. | Corridore      | Squadra   | Tempo    |
| ---- | -------------- | --------- | -------- |
| 1    | Jef Lieckens   | Lotto     | 4h24'32" |
| 2    | Ludo Schurgers | TeVe Blad | s.t.     |
| 3    | Herman Frison  | Roland    | s.t.     |

| Pos. | Corridore    | Squadra | Tempo    |
| ---- | ------------ | ------- | -------- |
| 1    | Steven Rooks | PDM     | 8h29'02" |

### 3ª tappa - 1ª semitappa
- 7 giugno: Esch-sur-Alzette > Rosport – 132 km

| Pos. | Corridore      | Squadra   | Tempo    |
| ---- | -------------- | --------- | -------- |
| 1    | Michel Vermote | R.M.O.    | 3h10'29" |
| 2    | Rudy Dhaenens  | Hitachi   | s.t.     |
| 3    | Dirk Clarysse  | TeVe Blad | s.t.     |

| Pos. | Corridore    | Squadra | Tempo     |
| ---- | ------------ | ------- | --------- |
| 1    | Steven Rooks | PDM     | 11h39'31" |

### 3ª tappa - 2ª semitappa
- 7 giugno: Echternach > Echternach (cron. individuale) – 6,6 km

| Pos. | Corridore        | Squadra        | Tempo |
| ---- | ---------------- | -------------- | ----- |
| 1    | Jelle Nijdam     | Kwantum Hallen | 8'16" |
| 2    | Gerrie Knetemann | PDM            | a 18" |
| 3    | Steven Rooks     | PDM            | a 19" |

| Pos. | Corridore    | Squadra | Tempo     |
| ---- | ------------ | ------- | --------- |
| 1    | Steven Rooks | PDM     | 11h48'06" |

### 4ª tappa
- 8 giugno: Vianden > Diekirch – 171 km

| Pos. | Corridore    | Squadra | Tempo    |
| ---- | ------------ | ------- | -------- |
| 1    | Luigi Furlan | Malvor  | 4h41'42" |
| 2    | Jef Lieckens | Lotto   | a 18"    |
| 3    | Carlo Bomans | Lotto   | s.t.     |

| Pos. | Corridore     | Squadra                | Tempo     |
| ---- | ------------- | ---------------------- | --------- |
| 1    | Steven Rooks  | PDM                    | 16h30'06" |
| 2    | Søren Lilholt | Système U              | a 4"      |
| 3    | Harald Maier  | Supermercati Brianzoli | a 11"     |

## Classifiche finali

### Classifica generale
| Pos. | Corridore           | Squadra                       | Tempo     |
| ---- | ------------------- | ----------------------------- | --------- |
| 1    | Steven Rooks        | PDM-Ultima-Concorde           | 16h30'06" |
| 2    | Søren Lilholt       | Système U                     | a 4"      |
| 3    | Harald Maier        | Supermercati Brianzoli-Essebi | a 11"     |
| 4    | Johan Capiot        | Roland-Van De Ven             | a 14"     |
| 5    | Willem Wijnant      | TeVe Blad-Eddy Merckx         | a 15"     |
| 6    | Rudy Dhaenens       | Hitachi-Marc-Splendor         | a 16"     |
| 7    | Gerrie Knetemann    | PDM-Ultima-Concorde           | a 21"     |
| 8    | Michel Vermote      | R.M.O.                        | a 25"     |
| 9    | Gerard Veldscholten | PDM-Ultima-Concorde           | a 28"     |
| 10   | Christophe Lavainne | Système U                     | a 30"     |